# 1983 en basket-ball
Chronologie du basket-ball
1982 en basket-ball - 1983 en basket-ball - 1984 en basket-ball
Les faits marquants de l'année 1983 en basket-ball.

## Récompenses des joueurs enNBA

### Meilleur joueur de la saison régulière  (MVP)
| - Moses Malone, 76ers de Philadelphie |

### Meilleur joueur de la finale NBA
| - Moses Malone, 76ers de Philadelphie |

## Naissances
- 21 août : Vincent Mouillard, joueur français.
- 23 novembre : Alain Koffi, joueur français.

## Décès
- 6 juin : Curly Armstrong, joueur américain (65 ans).